# Guareña
Guareña è un comune spagnolo di 7 285 abitanti situato nella comunità autonoma dell'Estremadura.